# Ислюков, Семён Матвеевич
Семён Матвеевич Ислюков (25 января [7 февраля] 1915, с. Тайба-Таушево, Тетюшский уезд, Казанская губерния, Российская империя — 7 октября 1998, Чебоксары, Республика Чувашия, Россия) — советский партийный и государственный деятель. Председатель Президиума Верховного Совета Чувашской АССР (1968—1985), Первый секретарь Чувашского обкома КПСС (1955—1968). Председатель Совета Министров Чувашской АССР (1955).
Кандидат юридических наук (1950).

## Биография
Родился 25 января [7 февраля] 1915 в селе Тайба-Таушево Тетюшского уезда Казанской губернии Российской империи (ныне село в составе Тетюшского района Республики Татарстан), в крестьянской семье. По национальности чуваш.
С 1932 года работал учителем Иваньковской начальной школы (Тетюшский район Татарской АССР). С 1934 года учился в Казанском юридическом институте, по окончании его с ноября 1939 года — в Высшей партийной школе при ЦК ВКП(б). В 1939 году вступил в ВКП(б). 
С августа 1941 года — на партийной работе: лектор Чувашского обкома ВКП(б), затем заведующий отделом пропаганды и агитации, третий секретарь, второй секретарь Чебоксарского городского комитета ВКП(б). С февраля 1947 года по 1948 год — третий секретарь Чувашского областного комитета ВКП(б).
17 марта 1947 года на первой сессии Верховного Совета Чувашской АССР 2-го созыва был избран председателем Верховного Совета Чувашской АССР, переизбран в третьем созыве и исполнял эту должность по 21 апреля 1955 года. Одновременно с 1950 года по февраль 1955 года был секретарём Чувашского областного комитета ВКП(б) / КПСС.
В 1950 году окончил Академию общественных наук при ЦК ВКП(б). Защитил диссертацию на соискание учёной степени кандидата юридических наук. Тема диссертации: «Верховный совет СССР — высший орган государственной власти СССР».
В феврале — ноябре 1955 года — председатель Совета Министров Чувашской АССР, затем — по 4 января 1968 года — первый секретарь Чувашского обкома КПСС.
С 4 января 1968 года по 21 марта 1985 год — председатель Президиума Верховного Совета Чувашской АССР, заместитель председателя Президиума Верховного Совета РСФСР. Кандидат в члены ЦК КПСС (1956—1971).
В марте 1985 года вышел на пенсию. Работал ответственным секретарём, затем заместителем председателя Чувашского республиканского комитета защиты мира.
Избирался депутатом Верховного Совета СССР:
- 5-го созыва (1958—1962, член Совета Союза от Чувашской АССР)[3],
- 6-го созыва (1962—1966, член Совета Национальностей от Чувашской АССР)[4],
- 7-го созыва (1966—1970, член Совета Союза от Чувашской АССР)[5];

Избирался  депутатом Верховного Совета РСФСР
- 4-го созыва (1955—1959, от Чувашской АССР)[6],
- 8-го созыва (1971—1975, от Чувашской АССР)[7],
- 9-го созыва (1975—1980, от Чувашской АССР)[8].

Умер 7 октября 1998 года.

## Память

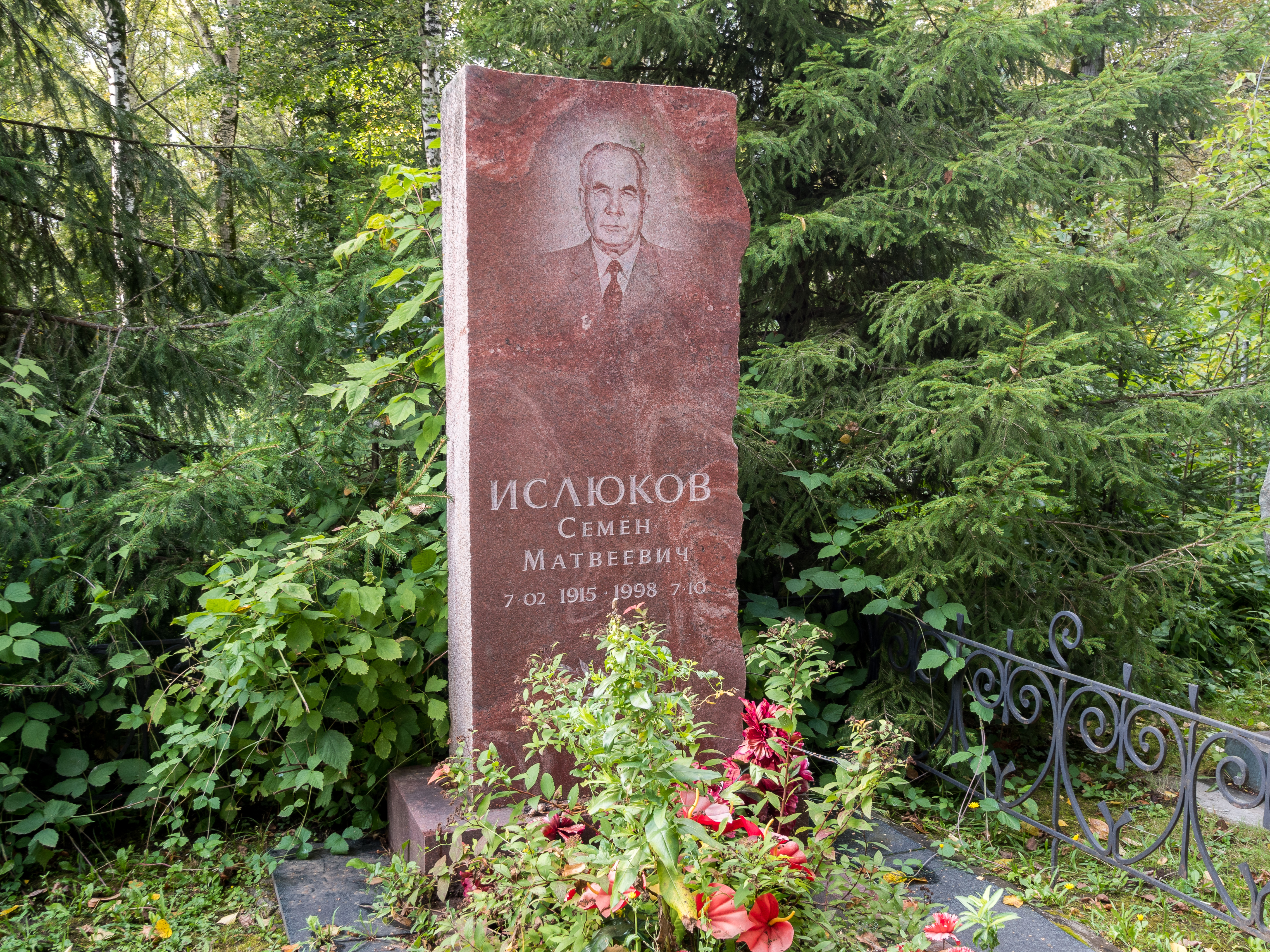
Могила С. М. Ислюкова в Чебоксарах

Похоронен на мемориальном кладбище города Чебоксары. Его именем названа одна из улиц Чебоксар.

## Награды
- орден Ленина
- орден Октябрьской Революции
- три ордена Трудового Красного Знамени
- орден Дружбы народов
- орден «Знак Почёта»
- медали
- Занесен в Почётную Книгу Трудовой Славы и Героизма Чувашской АССР
- Почётный гражданин города Чебоксары (присвоено решением Чебоксарской городской администрации от 9 июня 1994 года)